# トヨタ・URエンジン
トヨタ・URエンジンは、UZエンジンの後継機として17年振りに新開発されたトヨタ自動車のV型8気筒エンジンである。

## バリエーション

### 1UR-FE
- タイプ: V型8気筒 DOHC 32バルブ デュアルVVT-iE
- 排気量: 4.608 L
- 内径×行程 (mm): 94.0×83.0
- 圧縮比: 10.8
- 出力・トルク
  - (1) 255 kW (347 PS)/6,400 rpm 455 Nm(46.0 kg-m)/4,000 rpm
  - (2) 234 kW (318 PS)/6,400 rpm 460 Nm(46.9 kg-m)/4,000 rpm (Dual VVT-i)
  - (3) 240 kW (326 PS)/6,400 rpm 440 Nm(44.9 kg-m)/4,400 rpm
  - (4) 221 kW (301 PS)/5,500 rpm 445 Nm(45.4 kg-m)/3,500 rpm

#### 搭載車種
- (1) レクサス・LS460 (アジア(日本・香港･マカオを除く)仕様)
- (2) トヨタ・ランドクルーザー (日本仕様)
- (2) トヨタ・タンドラ (北米生産) 2010年モデルより
- (2) トヨタ・セコイア (北米生産) 2010年モデルより
- (3) レクサス・GS460 (アジア・中近東仕様)
- (4) レクサス・GX460 2009年モデルより

### 1UR-FSE

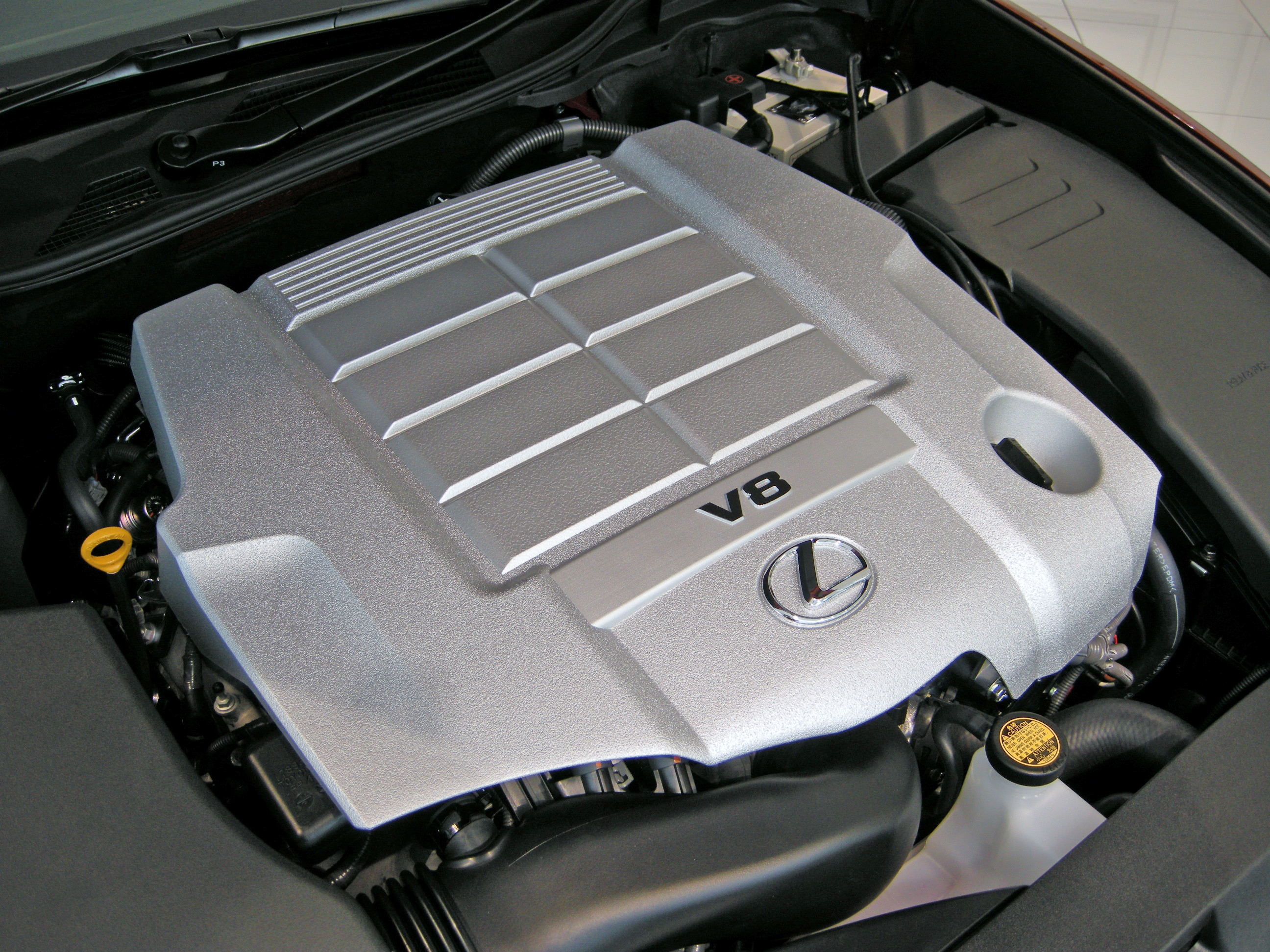
1UR-FSE

- タイプ: V型8気筒 DOHC 32バルブ デュアルVVT-iE <D-4S>
- 排気量: 4.608 L
- 内径×行程 (mm): 94.0×83.0
- 圧縮比: 11.8
- 出力・トルク
  - (1) 283 kW (385 PS)/6,400 rpm 500 Nm (51.0 kg-m)/4,100 rpm
  - (2) 270 kW (367 PS)/6,400 rpm 473 Nm (48.2 kg-m)/4,100 rpm
  - (3) 255 kW (347 PS)/6,400 rpm 460 Nm (46.9 kg-m)/4,100 rpm
  - (4) 288 kW (392 PS)/6,400 rpm 500 Nm (51.0 kg-m)/4,100 rpm
  - (5) 272 kW (370 PS)/6,400 rpm 477 Nm (48.6 kg-m)/4,100 rpm

#### 搭載車種
- (1) レクサス・LS460 (USF40系)
- (2) レクサス・LS460 AWD (USF40系)
- (3) レクサス・GS460 (URS190)(アジア及び中近東仕様は1UR-FE)、トヨタ・クラウンマジェスタ（URS200系）
- (4) レクサス・LS460 (USF40系)<メジャーチェンジ後＞
- (5) レクサス・LS460 (USF40系)<メジャーチェンジ後＞ (AWD)

### 2UR-FSE
- タイプ: V型8気筒 DOHC 32バルブ デュアルVVT-iE <D-4S>
- 排気量: 4.968 L
- 内径×行程 (mm): 94.0×89.5
- 圧縮比: 11.8
- 出力・トルク
  - (1) 290 kW (394 PS)/6,400 rpm 520 Nm (53.0 kg-m)/4,000 rpm
  - (2) 280 kW (381 PS)/6,200 rpm 510 Nm (52,4 kg-m)/4,000 rpm

#### 搭載車種
- (1) レクサス・LS600h/LS600hL (UVF45/46系)
- (2) トヨタ・センチュリー(UWG60)

### 2UR-GSE

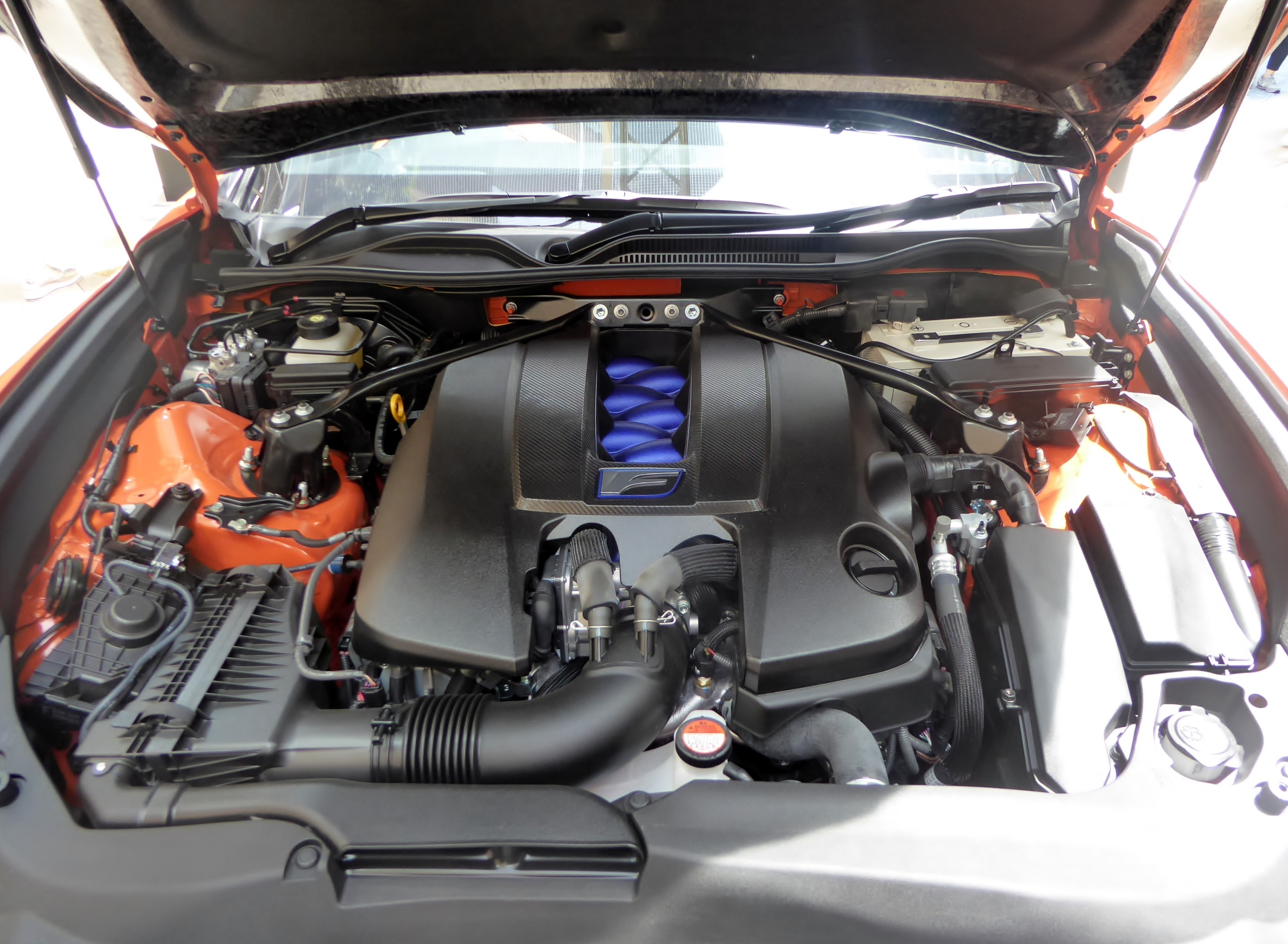
2UR-FSE

- タイプ: V型8気筒 DOHC 32バルブ デュアルVVT-iE <D-4S>
- 排気量: 4.968 L
- 内径×行程 (mm): 94.0×89.5
- 圧縮比: 11.8(1)　12.3(2)
- 出力・トルク
  - (1) 311 kW (423 PS)/6,600 rpm 505 Nm(51.5 kg-m)/5,200 rpm
  - (2) 351 kW (477 PS)/7,100 rpm 530 Nm(54.0 kg-m)/4,800 - 5,600 rpm

#### 搭載車種
- (1) レクサス・IS F (USE20)系
- (2) レクサス・RC F (USC10)系
- (3) レクサス・GS F (URL10)系
- (4) レクサス・LC500 (URZ100)系
- (5) レクサス・IS500 (USE30)系

RC F GT3のエンジンを基にした本エンジンがGTA-GT300(旧JAF-GT300)規定で製作されたプリウス PHV、GRスープラ、GR86、LC500h、LC500にも搭載される。

### 3UR-FE

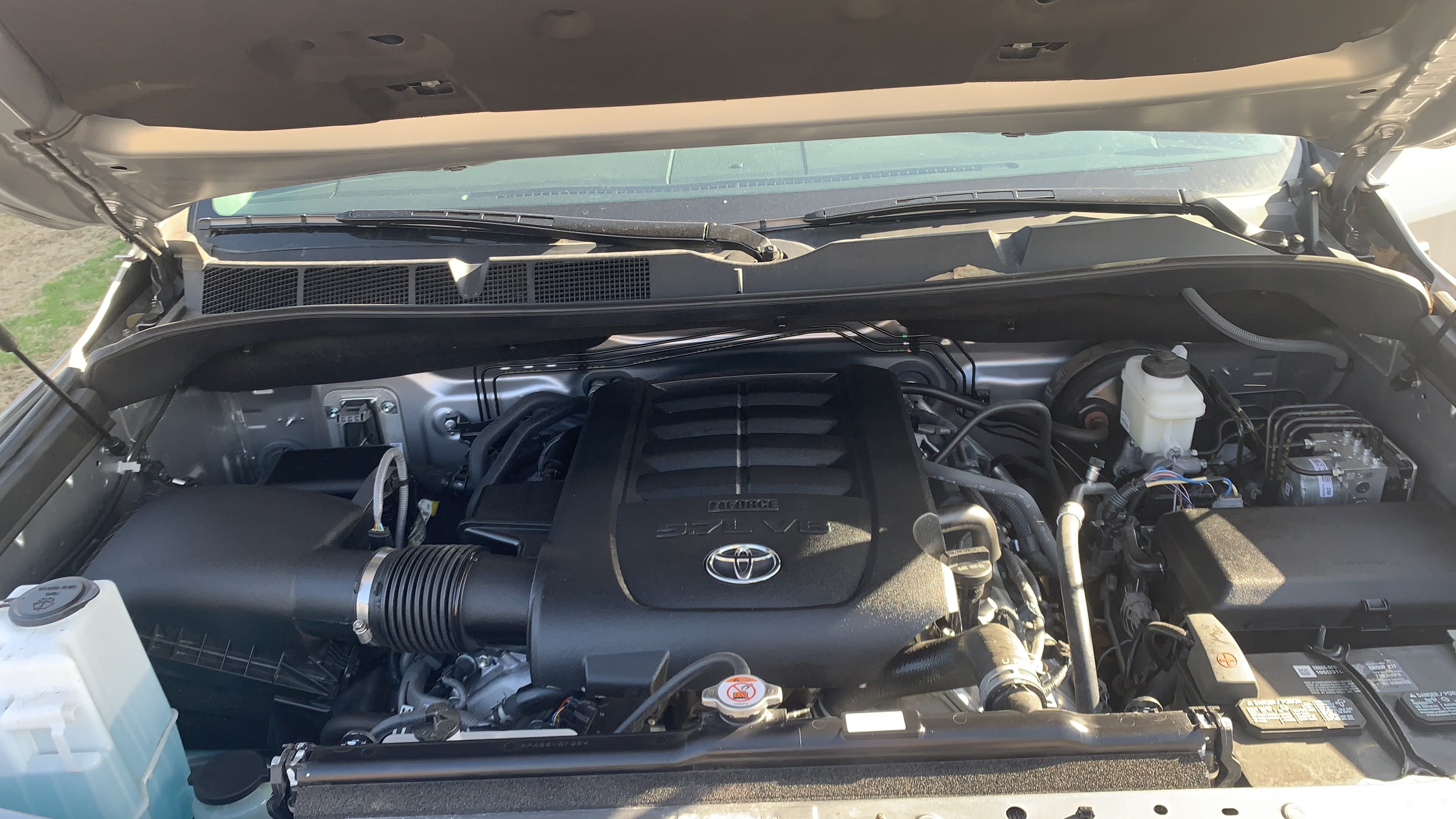
3UR-FE

- タイプ: V型8気筒 DOHC 32バルブ デュアルVVT-i
- 排気量: 5.663 L
- 内径×行程 (mm): 94.0×102
- 圧縮比: 10.2
- 出力・トルク
  - 284 kW (386 PS)/5,600 rpm 544 Nm (55.5 kg-m)/3,600 rpm

#### 搭載車種
- トヨタ・タンドラ (北米生産)
- トヨタ・セコイア (北米生産)
- トヨタ・ランドクルーザー (北米仕様)
- レクサス・LX

### 3UR-FBE
3UR-FEのE85（エタノール85%）燃料仕様エンジン
出典：http://www.toyota.co.jp/jpn/company/history/75years/data/automotive_business/products_technology/technology_development/engines/index.html

#### 搭載車種
- トヨタ・タンドラ (北米生産) 2009年モデルより
- トヨタ・セコイア (北米生産) 2009年モデルより